# 大阪市立中津小学校
大阪市立中津小学校（おおさかしりつ なかつ しょうがっこう）は、大阪府大阪市北区中津にある公立小学校。

## 沿革
明治時代初期に当時の西成郡成小路村（町村制施行で中津村）に設置された西成郡第三区第五番成小路小学校と、当時の西成郡光立寺村（町村制施行で中津村）に設置された西成郡第三区第七番光立寺小学校を起源としている。
1904年に、現在の阪急中津駅前・大阪市立北スポーツセンター付近に移転し、西成郡中津尋常高等小学校と称した。
地域の児童数増加に伴い、1916年には西成郡中津第二尋常小学校（のちの大阪市立中津南小学校）を分離し、これに伴い西成郡中津第一尋常高等小学校へと改称した。
また1912年には、当時の中津町のうち新淀川開削によって北岸に隔てられた地域に、低学年を対象とした成小路分教場を設置した。成小路分教場は1923年に中津第二校の分教場へと移管されている。
1920年代は全国的な少年野球の隆盛期で、高等科チームが早大戸塚球場で開催された、第10回全国少年野球優勝大会で全国制覇を達成している。
中津南小学校は太平洋戦争の戦災に伴う校舎・校区被害により、終戦直後に一時再統合したが、地域の復興により1954年に再分離している。
1987年には現在地に新築移転した。
地域の児童数の減少により2010年には大阪市立中津南小学校を統合し、従来の中津南小学校校区の大部分を校区に編入した。

### 年表
- 1874年9月 - 西成郡成小路村・塚本村の連合で、西成郡第三区第五番成小路小学校が創立。
- 1975年1月 - 西成郡光立寺村ほかの連合で、西成郡第三区第七番光立寺小学校が創立。
- 1885年 - 成小路・光立寺の両校合併。
- 1887年3月 - 西成郡光立寺尋常小学校と称する。
- 1904年3月 - 阪急中津駅前（のちの住所表示では、大淀区中津3丁目4番27号）に移転。西成郡中津尋常高等小学校に改称。
- 1912年 - 成小路分教場を設置。
- 1916年6月 - 西成郡中津第二尋常小学校（のちの大阪市立中津南小学校）の開校に伴い、西成郡中津第一尋常高等小学校に改称。
- 1922年 - 成小路分教場を中津第二尋常小学校分教場へ移管。
- 1925年4月1日 - 中津町が大阪市に編入されたことに伴い、大阪市中津第一尋常高等小学校に改称。
- 1941年4月1日 - 国民学校令により、大阪市中津国民学校に改称。
- 1944年9月 - 京都府福知山市へ学童疎開。
- 1946年4月 - 戦災により中津南国民学校を合併。
- 1947年4月1日 - 学制改革により、大阪市立中津小学校に改称。
- 1953年9月 - 旧中津南小学校を、中津小学校分校として復興。
- 1954年4月1日 - 大阪市立中津南小学校が正式に復興・再開校。
- 1987年9月 - 大淀区中津3丁目34番18号（現在地）に新築移転。
- 2010年4月1日 - 大阪市立中津南小学校を統合。

## 通学区域
- 大阪市北区 中津1丁目-7丁目。
- 卒業生は大阪市立大淀中学校に進学する。

## 著名な出身者

### 芸能
- 井上裕介 - お笑い芸人（NON STYLE）

## 交通
- Osaka Metro御堂筋線中津駅より北西へ約600m
- 阪急宝塚線・神戸線中津駅より北東へ約600m